# Théophane de Poltava
Théophane de Poltava (né Vassili Dimitrievitch Bystrov, en russe : Василий Дмитриевич Быстров), né le 31 décembre 1872 (12 janvier 1873 dans le calendrier grégorien) près de Saint-Pétersbourg et mort le 6 février 1940 à Limeray (en France), est un archevêque et théologien russe de l'église orthodoxe.
Il avait la réputation d'être un ascète irréprochable d'une haute spiritualité. Sa dormition est commémorée le 19 février.

## Biographie

### Naissance et éducation
Vassili Bystrov nait en 1873 dans la famille d'un prêtre du village de Podmosh, du diocèse de Saint-Pétersbourg, district de Louga dans le gouvernement de Novgorod (alors dans le gouvernement de Saint-Pétersbourg) où il est l'élève des écoles religieuses locales. En 1892, après un passage au séminaire, il est reçu premier à l'académie théologique de Saint-Pétersbourg, rang qu'il occupe tout au long de ses études, achevées en 1896. Il reste ensuite à l'académie pour enseigner, et devient hiéromoine au bout de deux années.

### Prêtrise

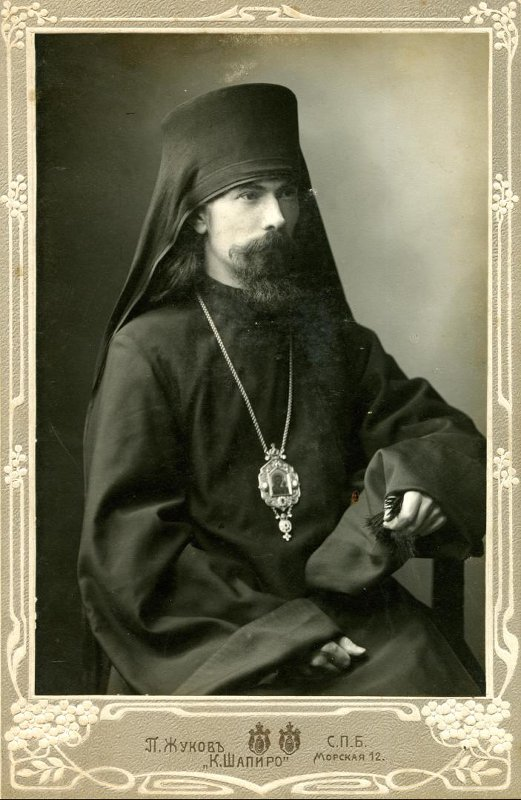
L'Évêque de Jamburg Théophane en 1910

.En 1901, il est élevé au rang d'archimandrite et promu inspecteur temporaire à l'académie. En 1905, il reçoit le titre de maître en théologie pour sa thèse : « Le Tétragrammaton ou le Nom divin de Jéhova dans l'ancien testament ». Nommé recteur de l'académie théologique de Saint-Pétersbourg le 4 février 1909, il est consacré évêque de Yambourg dix-huit jours plus tard, le 22 février, et quatrième vicaire du diocèse de Saint-Pétersbourg. Le 25 juin 1912, il devient évêque d'Astrakhan et le 8 mars 1913, évêque de Poltava et Peresslavl. En 1918, il est élevé au rang d'archevêque.
Il est par ailleurs le confesseur de la tsarine Alexandra Fedorovna, épouse du tsar Nicolas II de Russie, qu'il encourage à demander la canonisation de Séraphin de Sarov. C'est également lui qui contribue à introduire Raspoutine à la cour du tsar en 1906 et à en écarter le Maître Philippe,.

### Exil et fin de vie
La révolution russe de 1917 l'oblige à quitter ses fonctions à la cour. En 1920, devant l'avancée de l'armée rouge, il est évacué en Crimée. Le 4 avril 1920, à la suite de la démission d'Anton Ivanovitch Dénikine, il soutient la candidature de Piotr Nikolaïevitch Wrangel au poste de général en chef de l'armée blanche en Russie méridionale. 
En novembre 1920, il doit s'exiler à Constantinople, puis en 1925 en Bulgarie, d’abord à Varna, puis à Sofia. Il participe à la Haute Administration ecclésiale à l’étranger, puis au synode des évêques russes hors-frontières qui lui fait suite. En grave désaccord avec le métropolite de Kiev Antoine Khrapovitsky, il écrivit une critique fort détaillée, de la doctrine concernant le dogme de la rédemption soutenue par le métropolite Antoine dans deux écrits. Il s'appuya pour élaborer sa réfutation sur deux textes du métropolite Antoine, le premier est son texte appelé le dogme de la rédemption, et le second son catéchisme que le Métropolite Antoine Khrapovitskiï avait présenté au synode pour remplacer celui de Saint Philarète de Moscou. Après un long conflit et ayant convaincu le Synode de ne pas approuver les idées d'Antoine Khrapovitski, mais n'étant pas parvenu à faire condamner comme hérétiques ses écrits, ayant subi plusieurs tentatives d'enlèvements il décida de se retirer de la vie publique en 1926 et de vivre en ermite.[réf. nécessaire]
En 1931, il part pour la France et s'établit au bord de la Loire dans le village de Limeray près d'Amboise. Il y vit en ermite, retiré dans une habitation troglodytique, au lieu-dit la Cave aux Renards, où il meurt le 19 février 1940, assisté des deux femmes russes qui le servent et le soignent. Le père Théodore relate ainsi sa visite dans les lieux après son décès : 

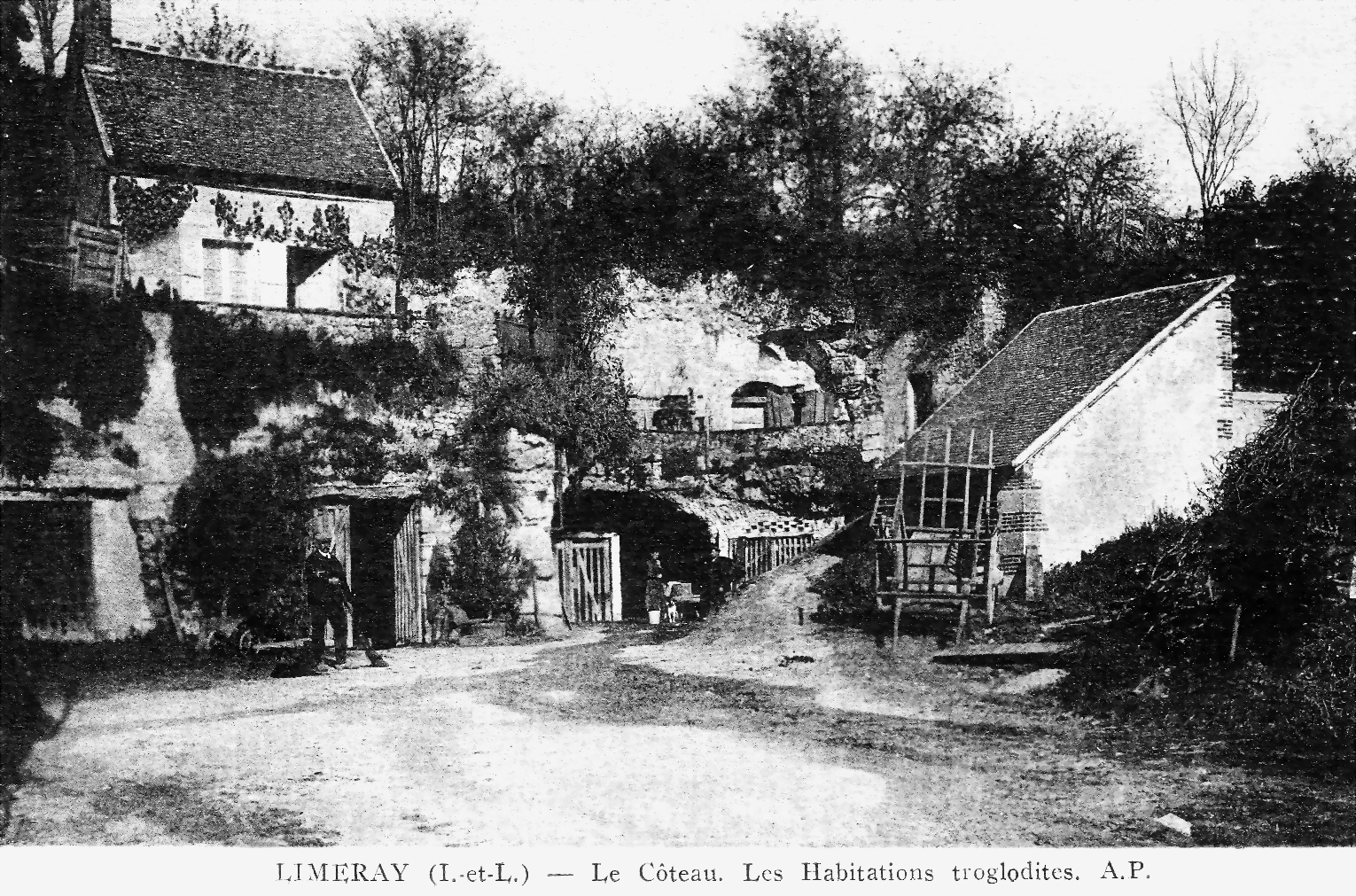
Habitations troglodytiques à Limeray.

« Il y avait trois grottes plutôt longues et hautes, bien creusées. Peut-être cela lui rappelait-il la vie de saint Paul de Thèbes et saint Antoine le Grand. Dans l'une était l'ex-cellule de Monseigneur qui était aussi son oratoire. Dans l'autre vivaient douze chiens farouches, des dobermans agressifs, capables de déchiqueter un homme en une minute. Le jour, ils étaient attachés. Dans la troisième grotte vivaient des chèvres, des oies et des canards : c'était toute la ferme de Monseigneur. Dans une quatrième grotte, c'était le débarras, où nous vîmes sur le sol un sac de noix, des meubles entassés jusqu'au plafond, des lits, des tables, etc. C'est là que nous nous sommes réfugiés pour la nuit. Dans le jardin, il y avait un puits, quelques arbres fruitiers et sur la colline, une vigne. Il y avait du vin fruité et fort fait maison ainsi que du beurre bien baratté, du lait, du fromage, etc. qui étaient en vente. »

« Dans la cellule de Monseigneur, nous vîmes deux portraits photographiques de lui ; une Bible avec des fleurs séchées dedans, fleurs cueillies près du canal de saint Séraphim à Diveyevo, et d'autres objets sacrés ; une boîte avec des reliques, peut-être deux douzaines au moins dans de petits récipients en or ; et beaucoup d'autres reliques sacrées…" Telle fut l'intimité de sa dernière demeure terrestre. »

### Inhumation

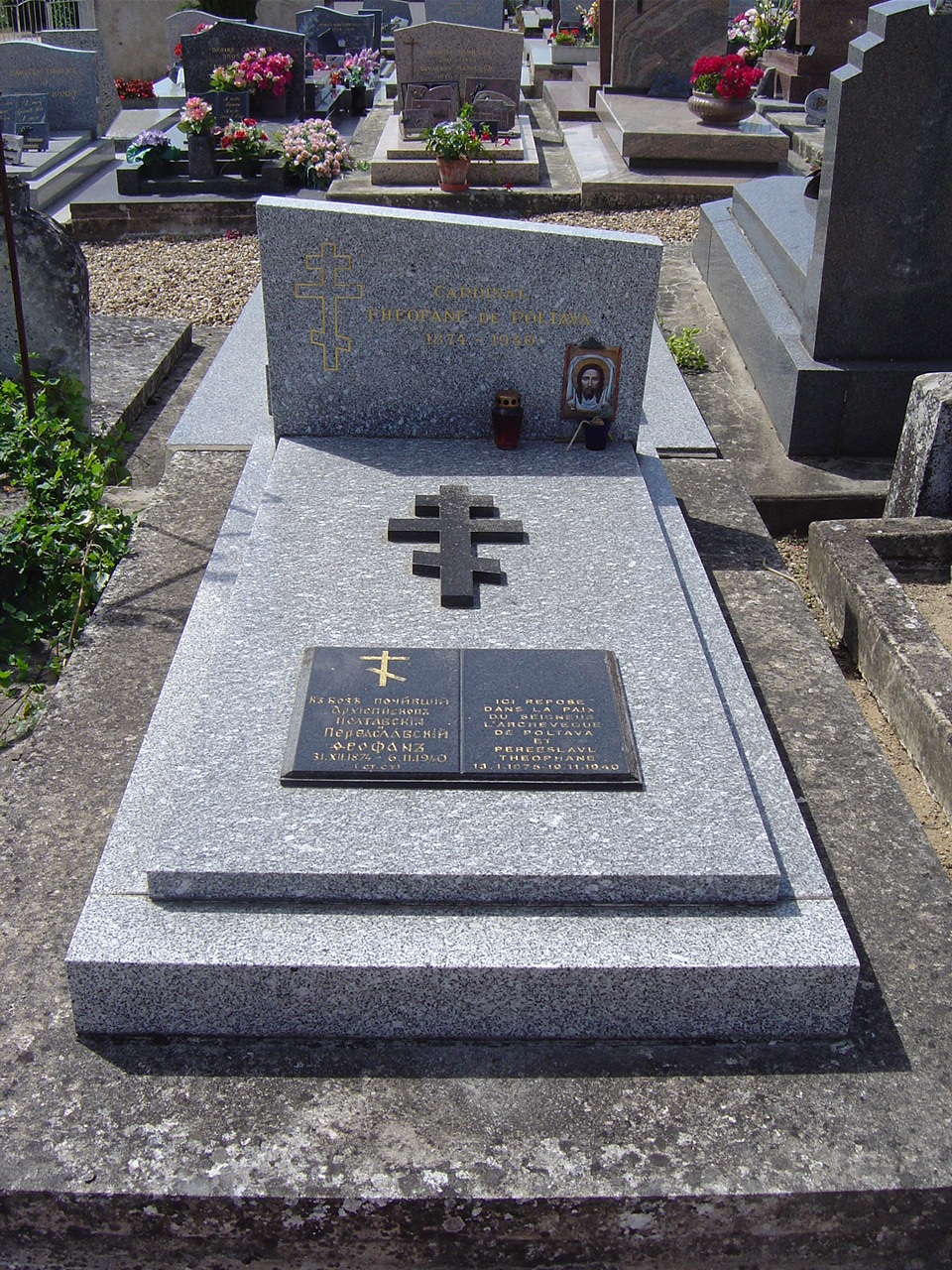
Cénotaphe de Théophane de Poltava dans le cimetière de Limeray.

Après son décès, l'archevêque est inhumé, en pleine terre, dans le cimetière urbain de Limeray, dans l'allée centrale, tombe no 432. 

Dans les années 1980, l'Église orthodoxe russe fait une première demande de transfert de ses restes en Russie, requête restée sans suite. En 2020 la famille de l'archevêque se manifeste à son tour et organise le transfert pendant l'été 2021. Malgré le contexte international tendu résultant de l'invasion de l'Ukraine par la Russie en 2022, l'exhumation est réalisée le 21 juillet 2022. Le cercueil, acheminé par la route jusqu'à Paris, est ensuite convoyé par avion à Saint-Pétersbourg le 23 juillet, après une escale à Istanbul. La destination finale est le cimetière Volkovo situé cette ville.

Quelques ossements demeurant enfouis dans le sol, la pierre tombale ornée de la croix orthodoxe, transformée de fait en cénotaphe, continuera à marquer l'emplacement de la sépulture initiale de l'évêque, constituant un lieu de pèlerinage pour la communauté orthodoxe russe.